# Puchar Świata Siłaczy 2005: Norymberga
Puchar Świata Siłaczy 2005: Norymberga – siódme w 2005 r. zawody
siłaczy z cyklu Pucharu Świata Siłaczy.
Data: 18 września 2005 r.

Miejsce: Norymberga  Niemcy
Konkurencje:
WYNIKI ZAWODÓW:
| Miejsce | Zawodnik        | Kraj              | Punkty |
| ------- | --------------- | ----------------- | ------ |
| 1.      | Franz Beil      | Niemcy            | 45,5   |
| 2.      | Ralf Ber        | Austria           | 41,5   |
| 3.      | Mychajło Starow | Ukraina           | 38     |
| 4.      | Tarmo Mitt      | Estonia           | 37     |
| 5.      | Raivis Vidzis   | Łotwa             | 32     |
| 6.      | Sławomir Orzeł  | Polska            | 32     |
| 7.      | Grant Higa      | Stany Zjednoczone | 28     |
| 8.      | Simon Flint     | Anglia            | 28     |
| 9.      | Oleg Dudkin     | Rosja             | 23,5   |
| 10.     | Florian Trimpl  | Niemcy            | 23,5   |